# San Pedro (Poás)
San Pedro è un distretto della Costa Rica, capoluogo del cantone di Poás, nella provincia di Alajuela.
San Pedro comprende 10 rioni (barrios):
- Chilamate
- El Carmen
- El Común
- El Sitio
- IMAS
- La Hilda
- Los Angeles
- San José
- San Pedro
- Santa Cecilia